# Hemitheinopsis
Hemitheinopsis là một chi bướm đêm thuộc họ Geometridae.